# Julius-Tandler-Familienzentrum

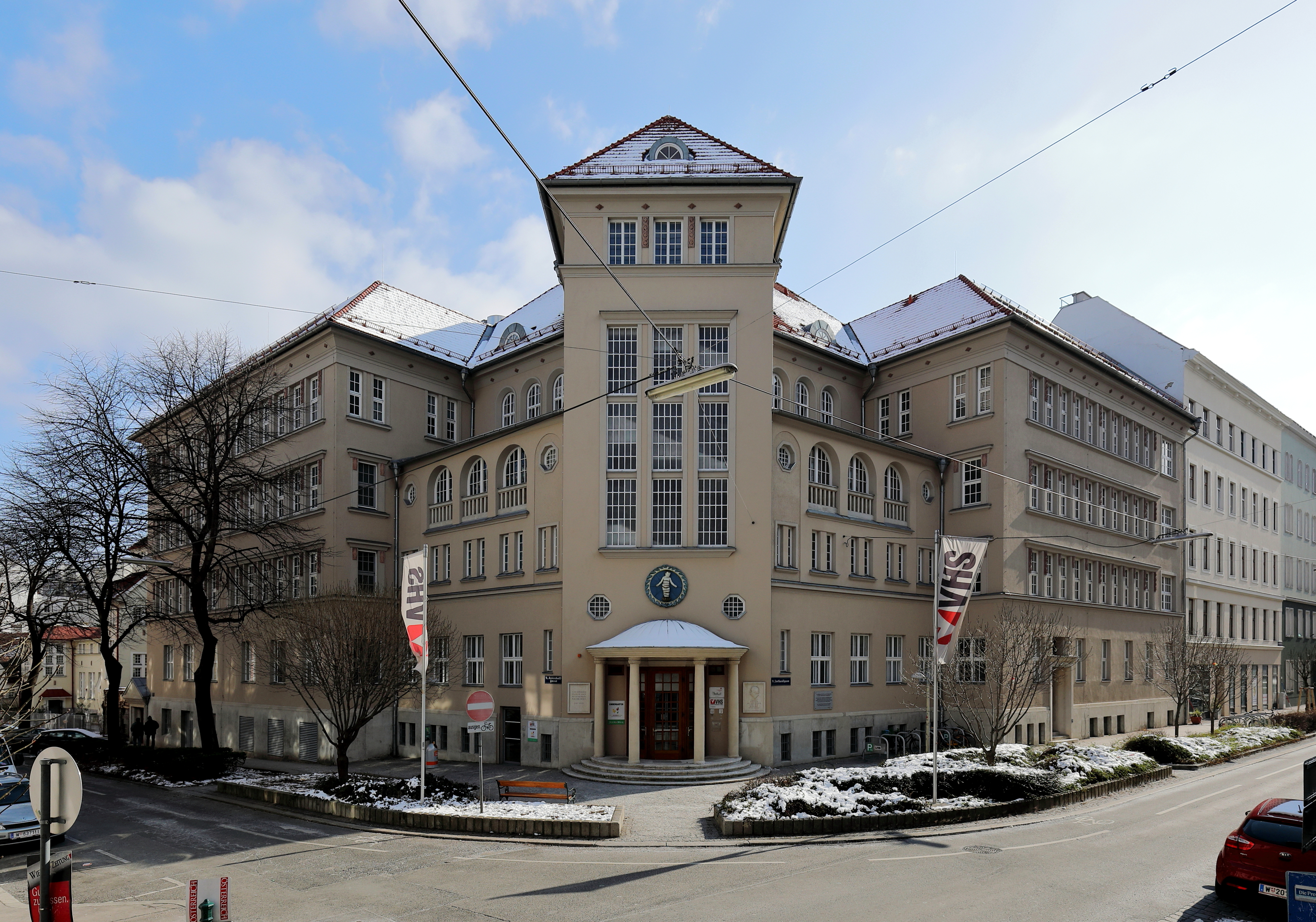
Julius-Tandler-Familienzentrum

Das Julius-Tandler-Familienzentrum ist ein Gebäude im 9. Wiener Gemeindebezirk Alsergrund, das 1925 als Kinderübernahmestelle der Gemeinde Wien eröffnet wurde. Von 1965 bis 1985 trug es den Namen Julius-Tandler-Heim.
Die vom Arzt und Politiker Julius Tandler begründete Institution des Roten Wien diente bis 1998 der vorübergehenden Unterbringung, Beobachtung und Weitervermittlung von Säuglingen, Kindern und Jugendlichen. Zum Zeitpunkt ihrer Errichtung galt sie international als vorbildliche soziale Einrichtung. Das Gebäude des Architekten Adolf Stöckl ist auch architektonisch bedeutend und steht unter Denkmalschutz.

## Geschichte

### Vorgeschichte und Gründung
Für Säuglinge, Kinder und Jugendliche, die entweder Waisen waren oder aus sonstigen Gründen in die Obsorge der Gemeinde Wien übernommen wurden, befand sich ab 1910 in der Siebenbrunnengasse 78 im Gemeindebezirk Margareten eine Übernahmestelle. Über diese überbelegte und überforderte Einrichtung schrieb der Journalist Max Winter 1919 in der Arbeiter-Zeitung, dass „Wien keine größere Schande hat als dieses Haus“. 1923 beschloss die Gemeinde Wien auf Vorschlag von Julius Tandler, der damals als Stadtrat für Wohlfahrtswesen tätig war, die Errichtung einer neuen städtischen Kinderübernahmestelle. Mit der baulichen Gestaltung wurde Adolf Stöckl vom Stadtbauamt beauftragt. Das Gebäude wurde zwischen 1923 und 1925 in unmittelbarer Nähe zum im Besitz der Gemeinde Wien stehenden Karolinen-Kinderspital errichtet und am 18. Juni 1925 eröffnet. Im Jahr 1926 berief Julius Tandler die Kinderärztin Gertrud Bien als Primarärztin in die Kinderübernahmestelle.

### Die ersten Jahre
Die bis zu 220 Kindern Platz bietende Kinderübernahmestelle mit angeschlossenem Durchzugsheim war eine für ganz Wien zuständige Einrichtung, in der die Kinder nach ihrer Herausnahme aus dem Elternhaus durch eine Fürsorgerin in der Regel drei Wochen ohne jede Besuchsmöglichkeit („Quarantäne“) unter der Beobachtung von Heilpädagogen standen. Danach wurden die Säuglinge, Kinder und Jugendlichen weiteren Heimen oder Pflegeplätzen zugewiesen, nur in seltenen Fällen kamen sie in ihr Elternhaus zurück. Konnte noch keine Entscheidung getroffen werden, kamen die Kinder zur weiteren Beobachtung in das Zentralkinderheim. Die Zustimmung des Pflegschaftsgerichts holte das Jugendamt mit der Begründung Gefahr im Verzug oft erst nach erfolgter Überstellung des Kindes in die Kinderübernahmestelle ein. 1936 wurden täglich durchschnittlich 21 Kinder aufgenommen.
Die Kinderübernahmestelle war zugleich eine Außenstelle des psychologischen Instituts der Universität Wien. Charlotte Bühler und Hildegard Hetzer führten hier Verhaltensbeobachtungen durch, die sie in kinderpsychologischen Studien verwerteten. Hetzer konstruierte gemeinsam mit Wilfrid Zeller ein Testverfahren, mit dem sie die Entwicklung des Kindes normierten. Auch der Säuglingsforscher René A. Spitz führte ab 1935 – unter der Leitung Bühlers – Untersuchungen in der Kinderübernahmestelle durch.

### Zeit des Nationalsozialismus
Die Jahre der Wirtschaftskrise führten zu einem starken Anstieg der Zahlen von unterstützungsbedürftigen Kindern und Jugendlichen, es kam zu einem Mangel an Heimplätzen. Die Situation wurde unter dem Nationalsozialismus noch dadurch verschärft, dass von 44 kirchlichen Anstalten 19 geschlossen wurden. Die Kinderübernahmestelle wurde einer der Hauptzuträger für die so genannte Kinder-Euthanasie, die organisierte Tötung von geistig und körperlich behinderten, "verwahrlosten" und "asozialen" Kindern und Jugendlichen. Die Kinderübernahmestelle übernahm die Einweisung der Betroffenen auf den Spiegelgrund, darunter befanden sich viele sogenannte "Reichsausschussfälle". In den letzten Tagen des Zweiten Weltkriegs beanspruchte die Wehrmacht die Kinderübernahmestelle als Kampfstellung, was jedoch durch die unwahre Behauptung, die im Gebäude untergebrachten Kinder hätten schwere ansteckende Krankheiten, abgewendet wurde.

### Nach dem Zweiten Weltkrieg

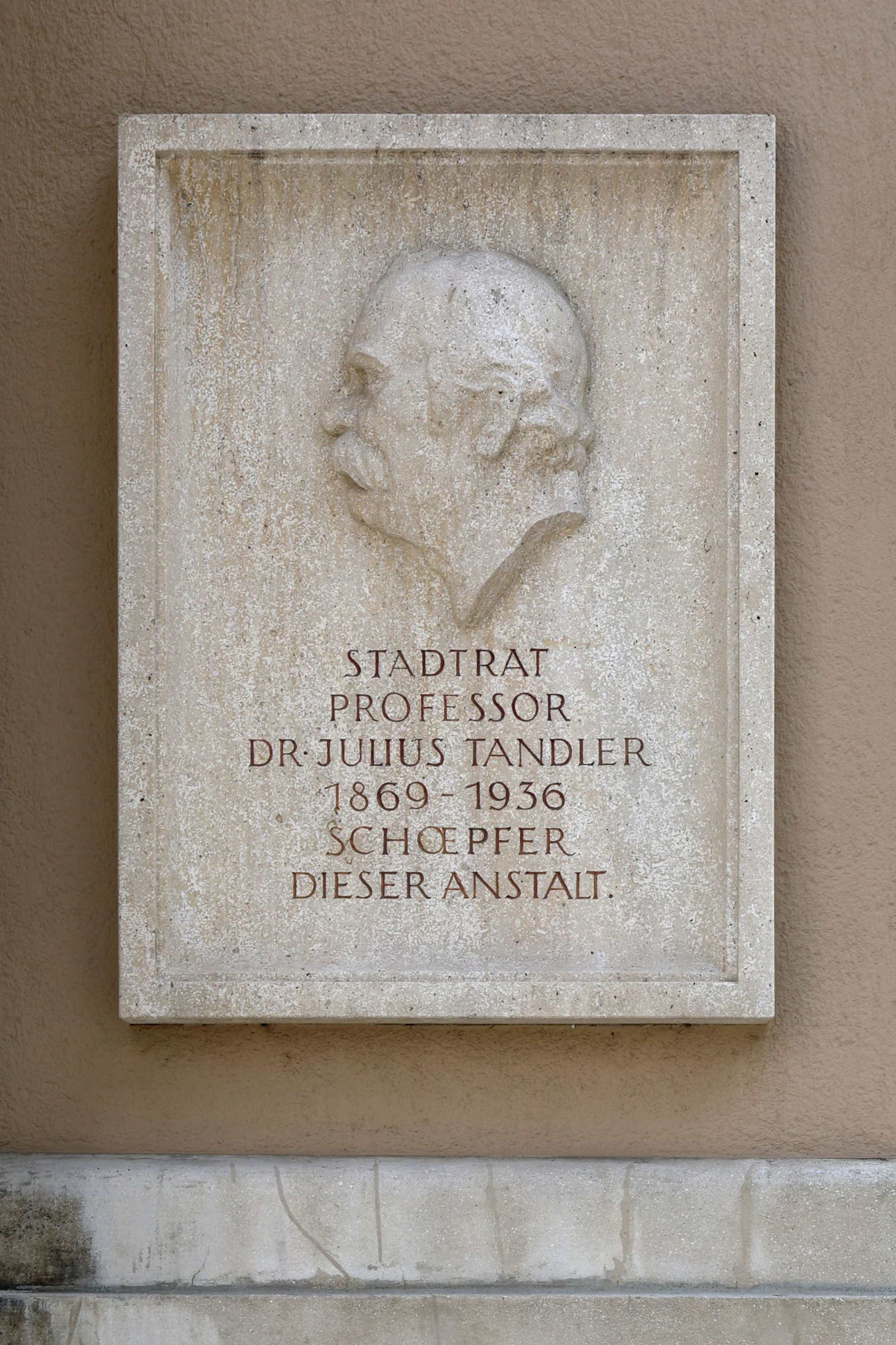
Gedenktafel für Julius Tandler

1946 wurde eine Julius-Tandler-Gedenktafel im Hof der Kinderübernahmestelle enthüllt, die der Bildhauer Josef Franz Riedl entworfen hatte. 1950 erhielt Riedl den Auftrag zur Gestaltung von zwei weiteren Gedenktafeln für Julius Tandler, die links und rechts des Portals angebracht wurden.
Von der Gründung im Jahr 1925 bis zum Jahr 1964 wurden in der Kinderübernahmestelle rund 63000 Säuglinge, Kinder und Jugendliche betreut – von insgesamt rund 158000, die in diesem Zeitraum in der Obsorge der Gemeinde Wien standen. In den Jahren 1962 bis 1965 wurde das Gebäude restauriert. Im Zuge dessen wurde der Magna-Mater-Brunnen von Anton Hanak, der sich ursprünglich im Innenhof befunden hatte, in den Rathauspark von Mauer versetzt. Die Wiedereröffnung der Kinderübernahmestelle unter dem neuen Namen Julius-Tandler-Heim erfolgte am 22. November 1965 durch Bürgermeister Bruno Marek. Zugleich erfolgte auch eine inhaltliche Neuorientierung. Stand zuvor auch die allgemeine medizinische Betreuung im Vordergrund, wurde nun mehr Augenmerk auf die psychologische Betreuung gelegt. Außerdem wurden familienähnliche Gruppen geschaffen, die das Leben im Heim erleichtern sollten.
1985 wurde die Einrichtung in Julius-Tandler-Familienzentrum umbenannt. Bis Ende der 1980er Jahre ging die Anzahl der in städtische Heime überstellten Kinder zurück und betrug jährlich rund 600. Im Jahr 1992 stieg die Zahl jedoch auf rund 1000 überstellte Kinder an, was zu einer Überlastung der Kapazitäten des Julius-Tandler-Familienzentrums führte. Die zuständige Magistratsabteilung 11 arbeitete daraufhin eine Reform der Heimunterbringung aus, die den Namen „Heim 2000“ trug.

### Schließung der Übernahmestelle und heutige Nutzung
Im Zuge der Reform der Heimunterbringung wurde die Übernahmestelle im Julius-Tandler-Familienzentrum 1998 geschlossen. „Heim 2000“ zielte auf die Schließung großer Institutionen und die Übersiedelung der Kinder und Jugendlichen in betreute Wohngemeinschaften. Betroffen von einer Schließung waren etwa auch die Stadt des Kindes und das Kinderheim Hohe Warte.
Heute ist im Julius-Tandler-Familienzentrum das Referat für Adoptiv- und Pflegekinder der Magistratsabteilung 11 untergebracht.
Außerdem befindet sich hier eine Stelle für Partner-, Familien- und Sexualberatung des Vereins „Familie und Beratung“.

## Kritik

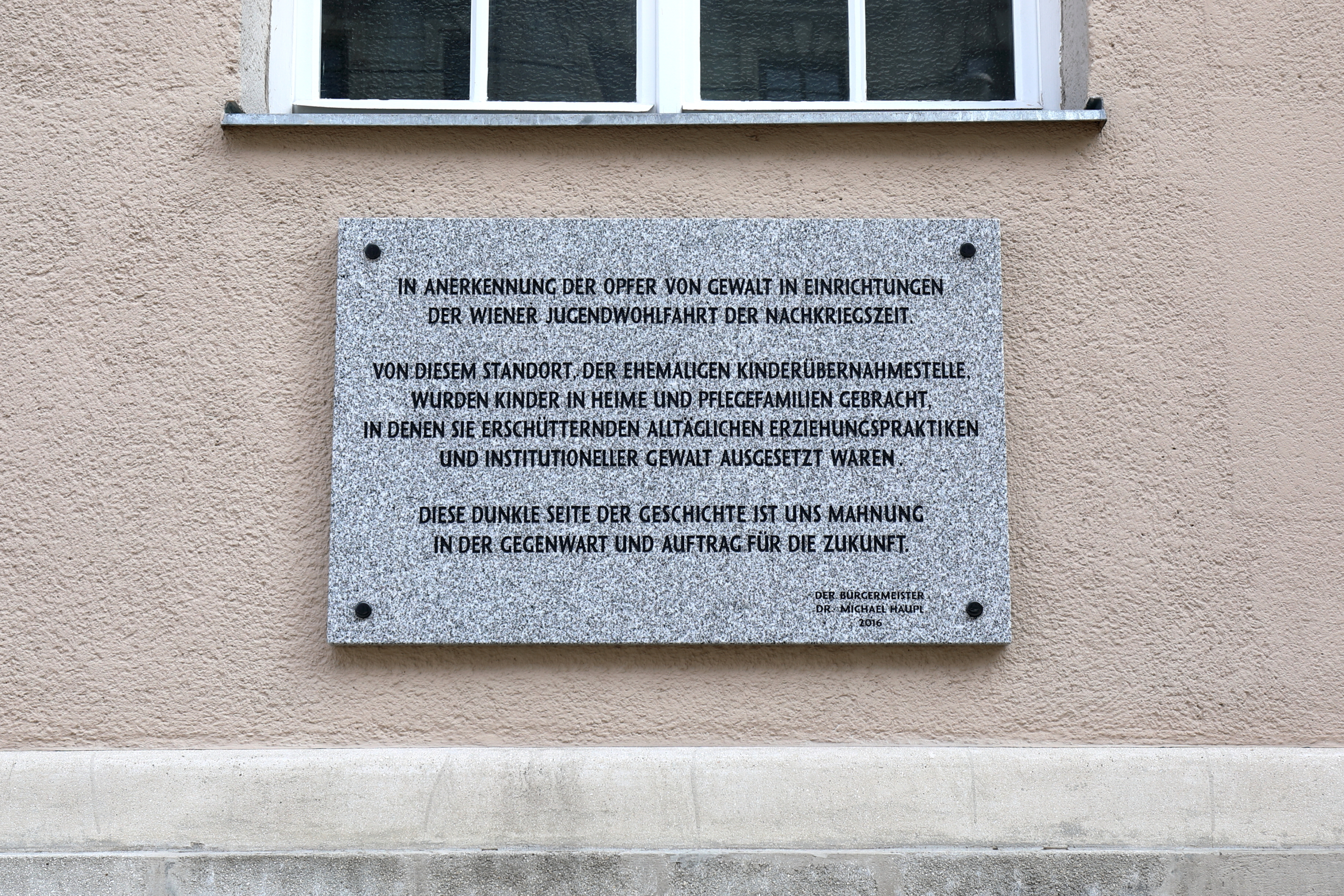
Gedenktafel an die Opfer der Wiener Jugendwohlfahrt

Die Methoden der Kinderübernahmestelle sind im Zuge des sogenannten Heimskandals Anfang der 2010er-Jahre in die Kritik geraten. Der Vorgang der Abnahme der Kinder aus ihrer Familie durch eine Sprengelfürsorgerin, die Überstellung, die mit der Straßenbahn oder mit dem Taxi und manchmal mit der Polizei erfolgte, sowie das Aufnahmeritual waren für die Kinder psychisch schwer belastend, angsterregend und einschüchternd. Sie mussten ihre Kleidung ablegen, die anschließend in einen Sack gesteckt und durch ein Loch in der Decke hochgezogen wurde. Sie befanden sich in dem als Panopticon eingerichteten Gebäude hinter Glaswänden und wurden so beobachtet. Unter den wenig gefühlvollen Kinderschwestern und Erzieherinnen und unter absolutem Besuchsverbot litten die Kinder an großer Isoliertheit und Einsamkeit. Zurückgeführt wird dies auf die von Hildegard Hetzer, Charlotte Bühler und anderen entworfene „klinische Beobachtung“. Diese diente vor allem dazu, die von den Fürsorgerinnen getroffenen Entscheidungen der Kindesabnahmen durch Fachgutachten zu stützen. Niemanden schien es zu stören, dass sich die Kinder unter diesen Voraussetzungen gar nicht wie sonst verhalten konnten. Einige der zur Beobachtung dienenden baulichen Maßnahmen wurden beim Umbau in den 1960er Jahren beseitigt, z. B. wurden die Glaswände mit Gipskartonplatten verkleidet.
Im Zuge des Heimskandals und der damit verbundenen Aufarbeitung der Geschichte der Heimerziehung in Österreich wurden zwischen März 2010 und Juni 2012 von ehemaligen Zöglingen 64 die Kinderübernahmestelle betreffende und 42 das Julius-Tandler-Heim betreffende Fälle von Gewalt und Missbrauch beim Weißen Ring gemeldet.

## Lage und Architektur

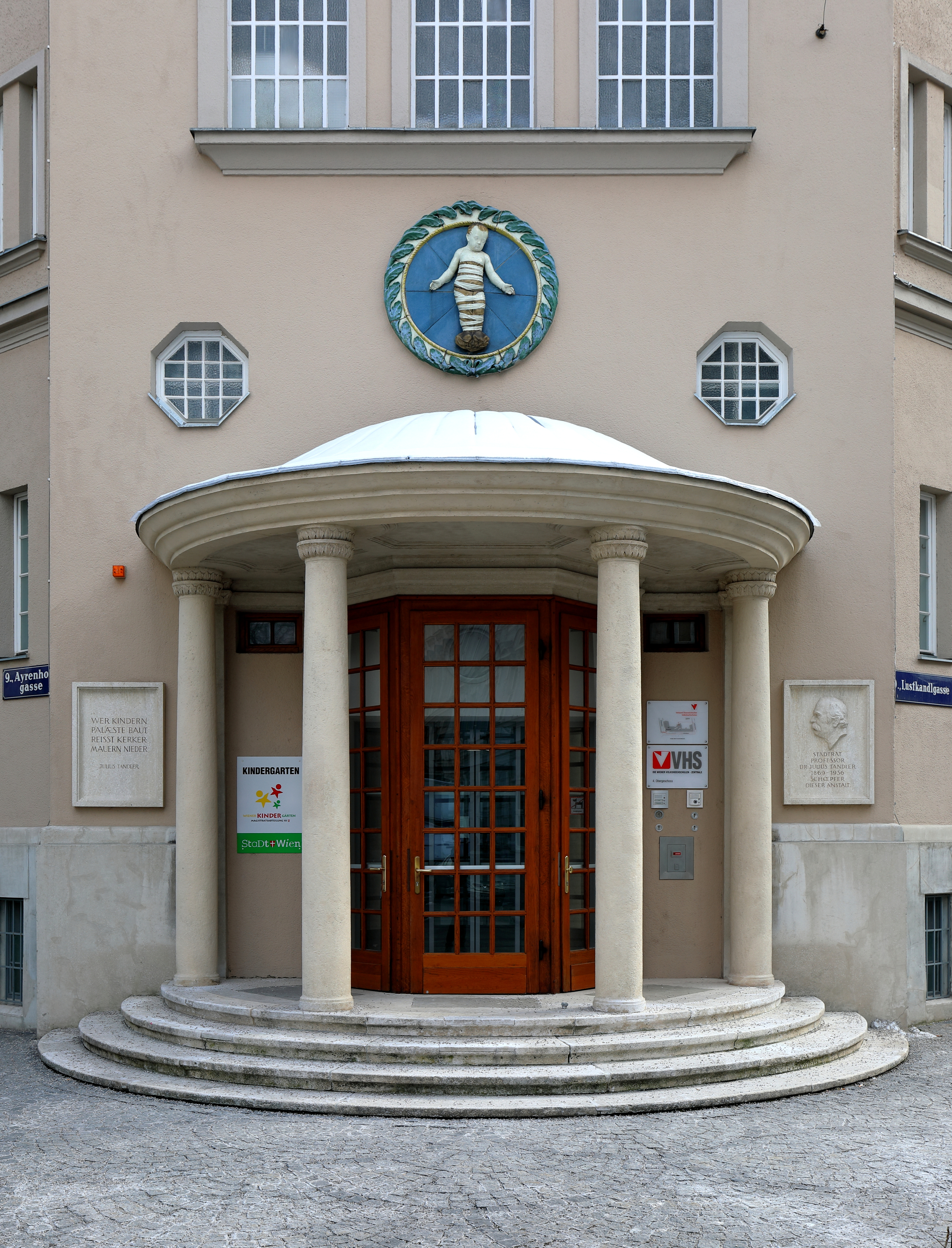
Hauptportal mit Gedenktafeln und einem Terrakotta-Medaillon

Das Julius-Tandler-Familienzentrum gilt als Hauptwerk des österreichischen Architekten Adolf Stöckl, der im Auftrag der Stadt Wien unter anderem zahlreiche Gemeindebauten und Bildungsgebäude entwarf. Das viergeschoßige Eckgebäude mit L-förmigem Grundriss befindet sich an der Lustkandlgasse 50 im Bezirksteil Thurygrund. Es grenzt an das 1977 geschlossene Karolinen-Kinderspital, mit dem es den Helene-Deutsch-Park umschließt.
Die palastartige Architektur entspricht der Vorgabe Julius Tandlers, dessen Ausspruch „Wer Kindern Paläste baut, reißt Kerkermauern nieder“ auf einer Gedenktafel am Gebäude angebracht ist. Die Fassade verbindet Elemente des Heimatstils und des späten Secessionsstils. Der Arkadenhof und ein Terrakotta-Medaillon an der Außenseite zitieren den Renaissancestil als Verweis auf das Ospedale degli Innocenti, ein bekanntes Renaissance-Findelhaus in Florenz. Das übereckgestellte Treppenhaus besitzt beim straßenseitigen Hauptportal eine kleine Vorhalle in Form eines Tempiettos.
Die Innenausstattung orientiert sich an der Ästhetik der Wiener Werkstätte. Im Treppenhaus befinden sich mit schwarzem Stein verkleidete Balustraden. Im obersten Geschoß des mit einer Kassettendecke abschließenden Treppenhauses sind Kinderfiguren des akademischen Bildhauers Theodor Igler angebracht. Die akademischen  Bildhauer Max Krejca und Adolf Pohl schufen weitere Kinderfiguren für die Nebentreppen in den Seitentrakten. Im Erdgeschoß befinden sich Wandbrunnen mit Fröschen aus Keramik.